# مدرسة لويس الكبير الثانوية

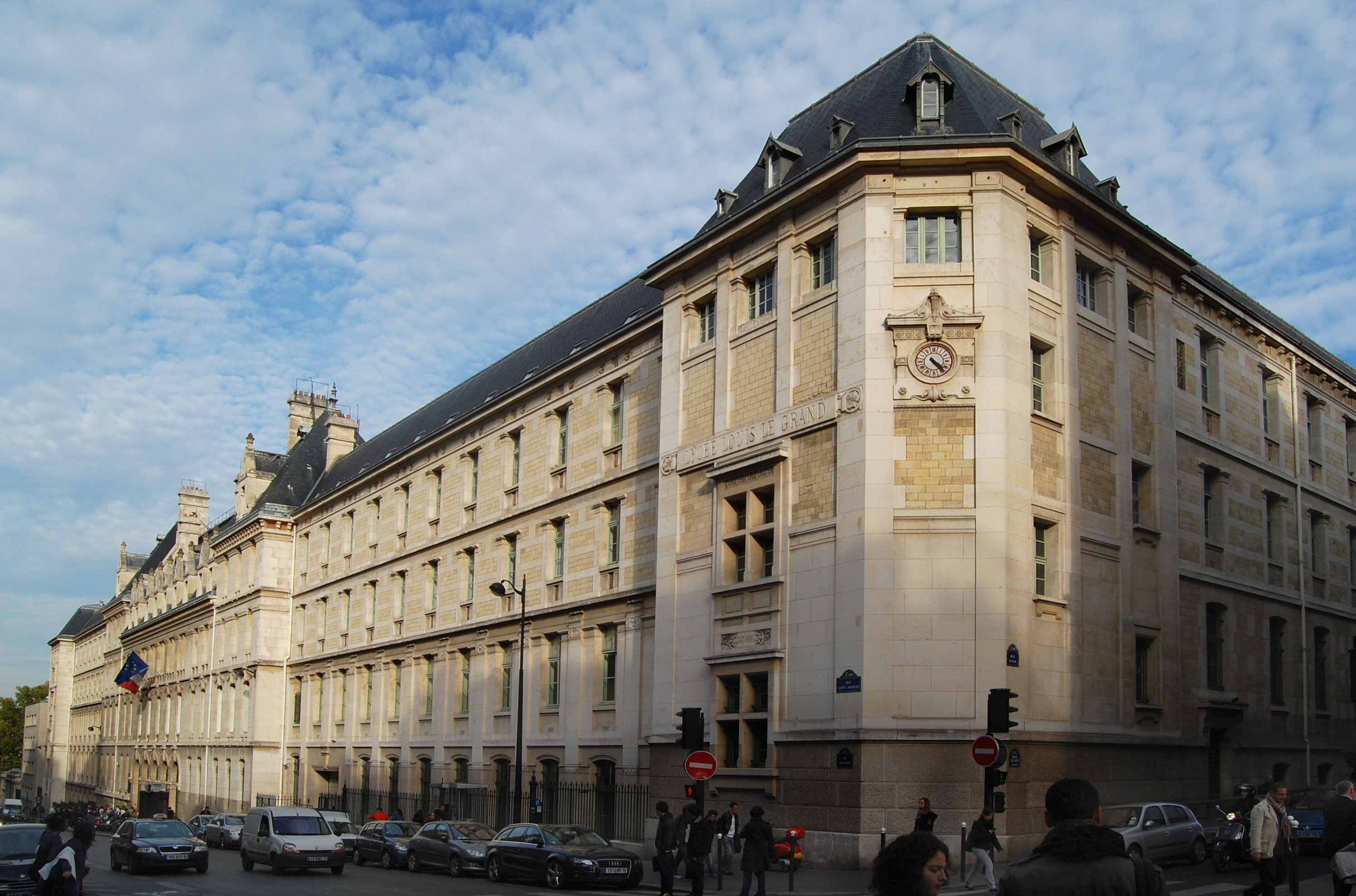
مدرسة لويس الكبير الثانوية من الخارج، مقابلة شارع سان جاك

مدرسة لويس الكبير الثانوية (بالفرنسية: Lycée Louis-le-Grand)هي مدرسة ثانوية ذات اعتبار وتميز تقع في مدينة باريس الفرنسية. أنشئت عام 1563 تحت اسم كلية كلارمون (Collège de Clermont) تم إعادة تسميتها للويس الرابع عشر بعد أن مد راعيته المباشرة لها عام 1682. 

## خريجون بارزون
كتاب وفلاسفة وعلماء الاجتماعية
- أليكساندر أدلر
- آلان-فورنييه
- Auguste Angellier
- Jean-Henri Azéma
- Souleymane Bachir Diagne
- ألان باديو
- دي مينار
- Maurice Bardèche
- شارل بودلير
- Émile Beaussire
- جوزيف بيدييه
- فريديريك بيجبيديه
- آلان دو بنوا
- لوسيان بيانكو
- مارك بلوك
- Robert Brasillach
- Ferdinand Brunetière
- بيير بورديو
- بول بورجيه
- Eugène Burnouf
- ميشال بوتور
- Laurent-Emmanuel Calvet
- إيمي سيزير
- Georges Chapouthier
- باتريس شيرو
- Pierre-Robert de Cideville
- رينيه كلير
- بول كلوديل
- Michel Cournot
- Jean-Loup Dabadie
- Léon Daudet
- ريجيس ديبريه
- جاك دريدا
- جيروم ديشان  [لغات أخرى]‏
- دنيس ديدرو
- موريس دريون
- جورج دوميزيل
- إميل دوركايم
- كلود استيبان
- Octave Feuillet
- Maurice de Gandillac
- تيوفيل غوتيه
- Georges Goyau
- Jean Guéhenno
- بول غوت
- Louis Hachette
- Claude Hagège
- Jean-Barthélemy Hauréau
- فكتور هوغو
- جوزيف كيسيل
- هنري لاؤوست
- فاليري لاربو
- Lefranc de Pompignan
- برنار هنري ليفي
- Émile Littré
- جان فرانسوا ليوتار
- Quentin Meillassoux
- روبرت مرلي
- موريس ميرلو بونتي
- موليير
- تشارلز بيغوي
- Bertrand Poirot-Delpech
- Cardinal de Retz
- Claude Ribbe
- أوليفييه رولان
- Jacqueline de Romilly
- رومان رولان
- ماركيز دي ساد
- فيليب-جوزيف سالازار
- Jean de Santeul
- ليوبولد سنغور
- جان بول سارتر
- بيير سيمون  [لغات أخرى]‏
- جوزيف فندريس
- Jean Wahl
- فولتير

فنانون ومؤلفون
- بيير بونرد
- فريديريك أوغست بارتولدي
- إدغار ديغا
- ديلاكروا
- تيودور جيريكو
- فابيان ليفي
- جورج ميلييس
- Jacques Rigaut
- لوسيان سيمون

علماء
- هنري بيكريل
- جان بيكريل
- أوجين بلغران
- جان برنارد
- Irénée-Jules Bienaymé
- ألفريد بينيه
- جان بابتيست بيو
- جان كافاييس
- ميشال شال
- Yves Colin de Verdière
- Émile Desvaux
- Olivier Faugeras
- إيفاريست غالوا
- Eugène Goblet d'Alviella
- جاك هادامار
- فيليكس دهيريل
- تشارلز هيرمت
- لورون لافورغ
- غابرييل لامي
- Louis Leprince-Ringuet
- بيير لويس ليونز
- آرثر موران
- بول بانليفيه
- شارل بلا
- Gilles Pisier
- هنري بوانكاريه
- لوران شفارتز
- Jean-Claude Sikorav
- سيدريك فيلاني
- إتيان وولف
- جان كريستوف يوكوز

سياسيون
- بول بيا, second رئيس الكاميرون  [لغات أخرى]‏
- جاك شيراك, 22nd رئيس فرنسا
- ميشال دوبريه, first رئيس الوزراء الفرنسي
- بول ديشانيل, 11th President of the French Republic
- لوران فابيوس, 9th Prime Minister of France
- فاليري جيسكار ديستان, 20th President of the French Republic
- جان جوريس, first president of the الحزب الاشتراكي
- ألان جوبيه, 15th Prime Minister of France
- بيير منديس فرانس, 126th President of the Council of Ministers of France
- بيير مسمر  [لغات أخرى]‏, 5th Prime Minister of France
- ألكسندر ميلران, 12th President of the French Republic
- ميلان الأول ملك صربيا, King of Serbia
- نيكولا الأول ملك الجبل الأسود, 1st King of Montenegro
- فرنسوا بيير, French cardinal and statesman
- آلان بوهر, interim President of the French Republic
- ريمون بوانكاريه, 10th President of the French Republic
- جورج بومبيدو, 19th President of the French Republic
- ميشال روكار, 11th Prime Minister of France
- ليوبولد سنغور, first رئيس السنغال
- ماكسميليان روبسبيار, French revolutionary
- لويس أنطوان دي سانت جاست, French revolutionary
- كامي ديمولان, French revolutionary
- Božidar Đelić, Serbian Minister of finance in the first post-Milošević government of Zoran Đinđić in 2001-03

آخرون
- Philippe Jourdan
- دونالد آدمسون
- François Annat
- Philippe Boisse
- تيري بريتون
- Arthur Chassériau
- Henry Adrian Churchill
- أندريه سيتروين[2]
- جون دوبويس
- Thomas Elek
- Gaston Juchet
- Jacques Lusseyran[3]
- أندريه ميشلان
- Cardinal de Retz
- Claude Poullart des Places
- فرنسيس دي ساليس
- Louis Vallin
- André Weinfeld

During World War II, student Jacques Lusseyran founded the resistance group Volontaires de la Liberté.
Sainte-Beuve refers to Louis-le-Grand as le collège des Jésuites à Paris.

## ساحات
هناك ساحات عديدة في المدرسة:

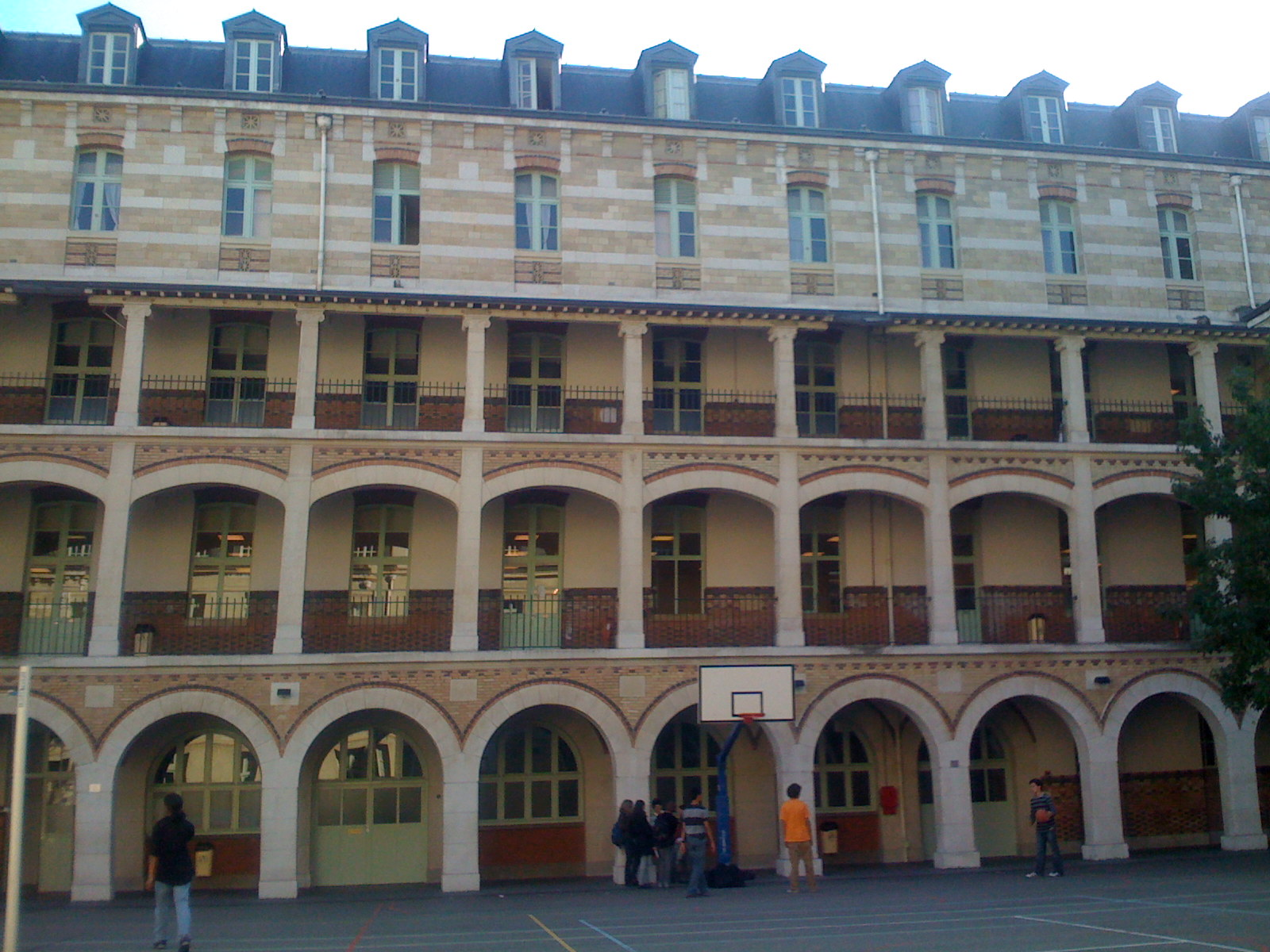
ساحة فكتور هوغو
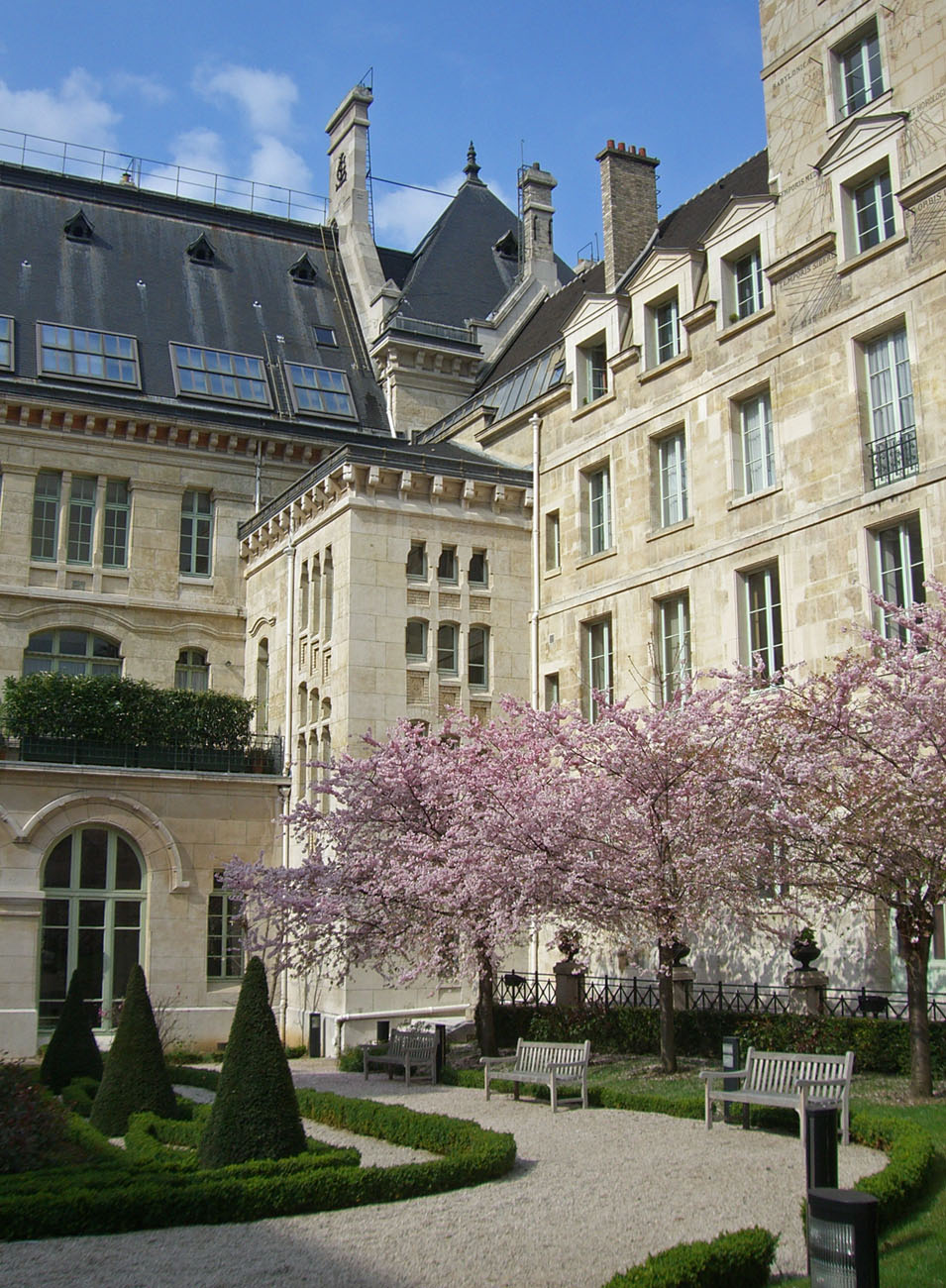
ساحة الشرف